# Aegocidnexocentrus tippmanni
Aegocidnexocentrus tippmanni är en skalbaggsart som beskrevs av Stefan von Breuning 1957. Aegocidnexocentrus tippmanni ingår i släktet Aegocidnexocentrus och familjen långhorningar. Inga underarter finns listade i Catalogue of Life.